# Michael Czerny
Michael Czerny S.J. (Brno, 1946. július 18. –) cseh származású kanadai jezsuita szerzetes, katolikus püspök, bíboros. 2022 óta az Átfogó Emberi Fejlődés Dikasztériuma prefektusa. Korábban 2017 és 2022 között ugyanezen dikasztérium  helyettes titkára volt.

## Korai évek
Michael Czerny 1946. július 18-án született a csehszlovákiai Brnóban. Édesanyja családja katolikus vallásra áttért zsidó volt. Miután a nácik megszállták Csehszlovákiát, anyai nagyszüleit és anyja két testvérét Terezínbe internálták, ahol nagyapja meghalt. A többieket Auschwitzba szállították, a testvérek pedig munkatáborokban haltak meg. Michael édesanyját zsidó származása miatt mezőgazdasági munkára kényszerítették, majd 20 hónapra bebörtönözték; apját pedig azért kényszerítették mezőgazdasági munkára, mert nem volt hajlandó elválni tőle. Szülei 1948-ban hajóval vándoroltak Kanadába, ahová Michaelt és testvérét is magukkal vitték. Miután 1963-ban leérettségizett a montreali Loyola Gimnáziumban, Czerny 1964. augusztus 14-én belépett a Jézus Társaságába. Noviciátusát az Ontario állambeli Guelph-ben végezte, majd klasszikus és filozófiai tanulmányokat folytatott a washingtoni Spokane-ben található Gonzaga Egyetemen, ahol 1968-ban klasszikus és filozófia szakon szerzett bakkalaureátusi fokozatot. Egy évig tanított a St. John's-i Gonzaga Gimnáziumban, majd további teológiai tanulmányokat folytatott Chicagóban és a torontói Regis College-ben.
1973. június 9-én az Ontario állambeli Willowdale-ben a Felső-Kanadai Tartomány (ma Kanada Jezsuita Tartománya) papjává szentelték. A Chicagói Egyetemen 1978-ban interdiszciplináris tanulmányokból doktorált.

## Jezsuita kezdeményezések
Czerny 1979-ben társalapítója volt a Torontói Jezsuita Központ a Szociális Hitért és Igazságosságért nevű szervezetnek, amelynek első igazgatója volt 1989-ig. 1990-1991-ben, a San Salvador-i Közép-Amerikai Egyetemen hat jezsuita és mások meggyilkolását követően átvette az egyetem Emberi Jogi Intézetének (IDHUCA) igazgatói posztját, amelyet korábban az egyik meggyilkolt pap töltött be. Emellett a társadalmi felvilágosításért felelős rektorhelyettes is volt.
1992 és 2002 között Czerny a római jezsuita főkúria szociális igazságossági titkárságán dolgozott. 2002-ben megalapította az afrikai jezsuita AIDS-hálózatot, amelyet 2010-ig vezetett. Ez alatt a kilenc év alatt kezdeményezte és koordinálta a jezsuiták és mások erőfeszítéseit Afrika szubszaharai térségének közel 30 országában, hogy lelkipásztori ellátást, oktatást, egészségügyi szolgáltatásokat, szociális és lelki támogatást nyújtsanak, és küzdjenek a HIV/AIDS áldozatainak megbélyegzése ellen, valamint külföldi forrásból érkező támogatásokat irányított. Ez idő alatt a nairobi Hekima University College-ban is tanított. 2009-ben azzal érvelt, hogy az óvszer hatástalan a HIV terjedésének megakadályozásában az afrikai lakosság körében, annak ellenére, hogy „Afrikán kívül és az azonosítható alcsoportok (pl. prostituáltak, meleg férfiak) körében.”

## Római Kúria
Czerny Rómában az Igazságosság és Béke Pápai Tanácsánál dolgozott, 2010 és 2016 között Peter Turkson bíboros személyes asszisztenseként.
2016. december 14-én Ferenc pápa 2017. január 1-jei hatállyal Fabio Baggio atyával együtt az Átfogó Emberi Fejlődés Dikasztériuma Migránsok és Menekültek Részlegének titkárhelyettesévé nevezte ki. Új feladatköréről szólva a migrációt „korunk egyik legfontosabb és legsürgetőbb emberi jelenségének” nevezte, hozzátéve: „Alig van olyan hely a bolygón, amelyet ne érintene ez a jelenség. Valóban, bár sokan nem tudnak róla, Ma Oroszországban és Kínában több ember költözik, mint a világ bármely más részén.”
2016-ban megbízta Timothy Schmalzot, hogy készítse el az Angels Unawares című szobrot, amely egy olyan hajót ábrázol, amelyen migránsok és menekültek vannak, akik különböző kultúrákkal és időszakokkal azonosítható ruhákat viselnek. A szobrot 2019-ban avatták fel a vatikáni Szent Péter-téren.
Ferenc pápa kinevezte őt a 2018. októberi, az ifjúsággal, a hittel és a hivatástisztázással kapcsolatos püspöki szinódus szavazati joggal rendelkező tagjává.
2018 októberében azt mondta, hogy a migráció és a menekültmozgások leírására használt retorika félrevezető. Így fogalmazott: „Ez nem válság. Ez egy rossz irányítás, rossz politika és önös érdekű manipuláció. A számok, amelyekről beszélünk, még a teljes léptékben is, egyáltalán nem olyan nagyok.”
2019. május 4-én Ferenc pápa kinevezte őt a 2019. októberi pánamazóniai szinódus két különleges titkárának egyikévé. A szinódus záródokumentumát bemutató sajtótájékoztatón azt mondta, hogy az egyháznak meg kell tanulnia tiszteletben tartani a kulturális különbségeket: „Nem szabad azt feltételezni, hogy az, ahogy én vagyok vagy ahogy mi vagyunk, az a végleges, az a norma, az a mód, ahogyan lennie kell... a különbségeket el kell fogadni.” Arra a kérdésre, hogy mit értettek a szinódus résztvevői „szinodalitás” alatt, azt mondta: „Mindenki érezte, hogy mit jelent, mert mi ezt csináltuk. Meg tudnánk-e ezt szavakkal magyarázni... számít ez?” Néhány évvel korábban, 2015-ben azt írta, hogy a REPAM előtt „korlátok és széttagoltság” volt az amazóniai szervezetek között, de a szervezet koordinálta a katolikus egyház munkáját az Amazonas térségében, és az őslakosok és a környezet védelmében dolgozott.

### Püspöki pályafutása
Ferenc pápa 2019. szeptember 1-jén bejelentette, hogy a 2019. október 5-i konzisztóriumon bíborossá kreálja. Czerny meglepődött a bejelentésen, amelyet a brazíliai Guararemában hallott, amikor a népi mozgalmak képviselőivel találkozott a szinódus előkészítése céljából. Annak a normának megfelelően, hogy minden bíborosnak püspöknek kell lennie, Ferenc pápa 2019. szeptember 23-án beneventumi címzetes érsekké nevezte ki, majd október 4-én, a konzisztórium előtt egy nappal püspökké szentelte a Szent Péter-bazilikában, Pietro Parolin bíboros, pápai államtitkár és Peter Turkson bíboros, a dikasztérium prefektusa társszentelésével. A pápa másnap bíborossá kreálta, címtemplomául pedig a római San Michele Arcangelo-templomot jelölte ki.
Czernyt 2020. február 21-én a Népek Evangelizálása Kongregáció, 2020. július 8-án pedig a Vallásközi Párbeszéd Pápai Tanácsa tagjává nevezték ki. Czernyt 2021 júniusában a Zayed Award for Human Fraternity zsűrijének tagjává nevezték ki.
2021 decemberében, amikor Ferenc pápa elfogadta Peter Turkson bíboros lemondását az Átfogó Emberi Fejlődés Dikasztériuma prefektusi tisztségéről, Czernyt nevezte ki ideigleges (ad interim) prefektusnak 2022. január 1-től. Ideiglenes státuszát feloldották, és 2022. április 23-án ötéves időtartamra kinevezték prefektusnak.
Ukrajna orosz megszállása után, 2022 márciusában Ferenc pápa humanitárius segélyt küldött Ukrajnába Czerny és Konrad Krajewski bíborossal, a pápai főalamizsnással együtt. Ez a több utazással járó küldetés a vatikáni diplomácia rendkívül szokatlan lépésének számított.